# Martin Luther King, Sr.
Martin Luther King, Sr. (født Michael King 19. september 1899 i Stockbridge, Georgia, USA død 11. november 1984 i Atlanta Georgia) var en amerikansk baptistpræst, som var ægtemand til Alberte Williams King, og far til Martin Luther King Jr. På en rejse til Tyskland i 1934, ændrede han sit og sønnens navn, som først var døbt Michael King Jr. fornavn til Martin, inspireret af den protestantisk præst Martin Luther.
 Der er for få eller ingen kildehenvisninger i denne artikel, hvilket er et problem. Du kan hjælpe ved at angive troværdige kilder til de påstande, som fremføres i artiklen.